# Prunus
Genre
Classification GRIN
Tribu
Genre
Sous-genres de rang inférieur
- Prunus subg. Cerasus
- Prunus subg. Padus
- Prunus subg. Prunus

Prunus est un genre de plantes à fleurs qui regroupe plus de 300 espèces d'arbres et arbustes de la famille des Rosacées, dont beaucoup sont cultivées pour leurs fruits (abricotier, amandier, cerisier, pêcher, prunier) ou pour leur valeur ornementale (cerisier du Japon, cerisier de Virginie, laurier-cerise...). Certaines espèces ornementales n'ayant pas de nom commun sont simplement appelées « prunus ». Le noyau des fruits est toxique.
Ce genre est le seul représentant de la tribu des Amygdaleae.

## Histoire de la nomenclature pré-linnéenne
Le nom de genre Prunus est emprunté au latin, prunum « prune », prunus « prunier » (Pline, XV, 41-43), lui-même emprunté à une langue méditerranéenne, comme le grec προύμνον - promnon.
Le botaniste pré-linnéen suisse Caspar Bauhin (1560-1624) dans Pinax theatri botanici (1671), regroupe sous la dénomination Prunus un ensemble d’arbres à noyau c’est-à-dire à fruit drupacé (cf. p.443-444).
Il divise Prunus en diverses formes numérotées (I., II., III...), chacune désignée par une phrase descriptive courte, fondée sur la taille et la couleur du fruit, la douceur ou l’acidité, le caractère sauvage ou cultivé.
- I. Grosses prunes sucrées, bleu foncé (Prunus domestica subsp. domestica)
- II. Grosses prunes sucrées, de couleur incarnat (prune de Damas rouge ?)
- III. Petites prunes sucrée, de couleur bleu foncé (quetsche ?)
- XIII. Prunes amygdalées de Pline (type ancestral ?)
- XIV. Prunes un peu allongées, acides (Prunus cerasifera ?)
- XV. Prunes jaunâtres tirant sur le rouge, au goût agréable (Cultivar?)

Cela préfigure les cultivars ou les espèces linnéennes, bien que sans nomenclature binomiale fixée. Bauhin fonde son regroupement non sur les usages médicinaux mais sur des caractères botaniques observables, principalement la forme du fruit, le type de noyau, les différences de floraison ou de feuillage.
C’est une démarche naturaliste, que Linné théorisera en définissant des genres fondés sur un petit nombre de caractères floraux et fructifères. Mais C. Bauhin a aussi (dans d'autres sections) regroupé les plantes par leur utilisation (comme les épices dans le groupe Aromata) conformément à la tradition.
Joseph Pitton de Tournefort (1656-1708) dans Institutiones rei herbariae (1719) franchit un pas de plus dans la voie de la naturalisation et établit un pont solide entre Caspar Bauhin et Carl Linné. Contrairement à Caspar Bauhin, qui regroupe empiriquement des espèces autour de noms traditionnels (comme Prunus), Tournefort donne une définition explicite du genre botanique. Il propose un système basé sur le genre comme unité centrale de classification, ce que Linné adoptera et institutionnalisera. Pour Prunus, il indique
« Le Prunus est un genre de plante à fleur rosacée, composée d’un grand nombre de pétales (B) disposés en cercle. De son calice (C) émerge un pistil (D) qui se transforme ensuite en fruit (E), généralement globuleux, charnu, mou, contenant un noyau (F), souvent aigu aux deux extrémités, et renfermant une amande (G). » (Inst. Res Herb. 1700, page 612).
Il subdivise ensuite le genre en formes en s’appuyant sur des critères empiriques agricoles et gustatifs, mais il les articule dans une construction générique cohérente.
Il sépare les arbres à noyaux (drupes) selon des critères morphologiques (fleur, fruit, noyau), ce qui le conduit à former des genres distincts, que Linné, plus tard, regroupera tous dans le grand genre Prunus (au sens large, Prunus s.l.). Voici les principaux : Genus II Armeniaca, Abricotier, Genus III, Persica, Pêcher, Genus IV, Cerasus, Cerisier, Genus V, Amygdalus, Amandier.
Tournefort suit donc une logique de genre restreint (sensu stricto), basée sur les différences florales, contrairement à Bauhin qui regroupait largement. Ici, Tournefort anticipe le découpage générique plus fin que fera Linné à l’intérieur de ce que Bauhin appelait Prunus.
En 1753, Carl von Linné ne définit pas le genre Prunus par des critères morphologiques essentiels partagés mais par la liste des espèces incluses dans le genre. Le genre est défini en extension contrairement à Tournefort qui s’est essayé à une définition en intention.

## Description

### Fleur
La fleur à cinq pétales et cinq sépales est habituellement blanche en passant par toutes les nuances jusqu'au rose. Elle peut être soutenue séparément mais être en grappe ou en ombelle.

### Feuille
La feuille est simple et généralement lancéolée. Son pourtour est denté.

### Fruit
Le fruit de tous les Prunus est une drupe avec un gros noyau.

## Principales espèces
- Prunus amygdalus Batsch (Amandier)
- Prunus armeniaca L. (Abricotier)
- Prunus avium (L.) L.
  - Prunus avium var.avium (Merisier)
  - Prunus avium var.duracina (L.) L. (Bigarreautier)
  - Prunus avium var.juliana (L.) Thuill. (Guignier)
- Prunus brigantina Vill. (Abricotier ou Prunier de Briançon)
- Prunus cerasifera Ehrh. (Prunier-Cerise, myrobolan)
- Prunus cerasus L.
  - Prunus cerasus subsp.cerasus var.caproniana L. (Griottier)
- Prunus domestica L.
  - Prunus domestica subsp. domestica (Prunier)
  - Prunus domestica n.subsp. italica  (Borckh.) Hegi (Reine-claude)
  - Prunus domestica subsp. syriaca Borck. (Mirabellier)
  - Prunus domestica subsp. insititia L. (Quetschier)
- Prunus japonica Thunb. (Cerisier de Corée)
- Prunus laurocerasus L. (Laurier-cerise)
- Prunus lusitanica L. (Laurier du Portugal)
- Prunus maackii Rupr. (Cerisier de Mandchourie)
- Prunus mahaleb L. (Bois de sainte Lucie)
- Prunus mume Siebold & Zucc. (Abricotier du Japon)
- Prunus nigra
- Prunus padus L. (Merisier à grappes, bois puant)
- Prunus pensylvanica
- Prunus persica (L.) Batsch (Pêcher)
- Prunus prostrata Labill. (Cerisier prostré)
- Prunus salicina Lindl. (Prunier japonais)
- Prunus serotina Ehrh.  
  - Prunus serotina subsp. capuli (Cav. ex Spreng.) McVaugh - Cerisier noir américain, capulin (=Prunus capuli)
- Prunus serrula Lindl. - Cerisier du Tibet
- Prunus serrulata Lindl. - Cerisier du Japon
- Prunus spinosa L. (Prunellier)
- Prunus tenella Batsch (Amandier nain)
- Prunus virginiana L. (Cerisier de Virginie)
  - Prunus virginiana 'Shubert'
- Prunus ×cerea (L.) Ehrh. (P. cerasifera ×P. domestica) (Mirabellier)
- Prunus ×fruticans Weihe (Prunellier à gros fruits)

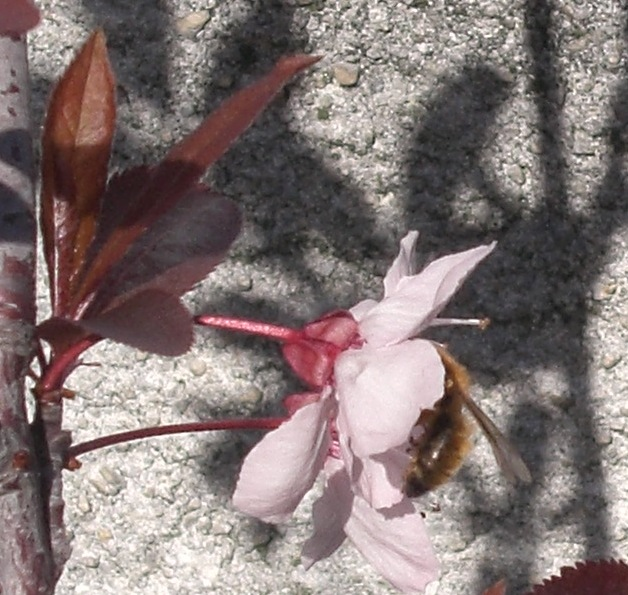
Fleur d'un Prunus

## Taxonomie
Le genre est décrit par le naturaliste suédois Carl von Linné en 1753, dans son ouvrage Species Plantarum fondateur de la nomenclature botanique moderne. Selon Plants of the World online (POWO) (20 mars 2021), les genres suivants sont inclus dans le genre Prunus et sont donc synonymes :
- Aflatunia Vassilcz.
- + Amygdalopersica Delpino ex L.L.Daniel
- Amygdalophora Neck.
- Amygdalopsis M.Roem.
- Amygdalopsis Carrière
- Amygdalus L.
- Armeniaca Scop.
- ×Armenoprunus Janch.
- ×Cerapadus Buia
- Ceraseidos Siebold & Zucc.
- ×Cerasolouiseania E.N.Lomakin & Juschev
- Cerasophora Neck.
- Cerasus Mill.
- ×Ceropadus Buia
- Chimanthus Raf.
- Digaster Miq.
- Dodecadia Lour.
- Druparia Clairv.
- Emplectocladus Torr.
- Germaria C.Presl
- Hagidryas Griseb.
- Jadelotia Buc'hoz
- Lauro-cerasus Duhamel
- Louiseania Carrière
- Maddenia Hook.f. & Thomson
- Microcerasus (Webb & Berthel.) M.Roem.
- Padellus Vassilcz.
- Padus Mill.
- Polydontia Blume
- Polystorthia Blume
- Prunophora Neck.
- Prunopsis André
- Prunus-lauro-cerasus Marshall
- Pygeum Gaertn.
- Tubopadus Pomel
- Turetta Vell.

## Classification
Selon GRIN (20 mars 2021), le genre Prunus est divisé en 2 clades, 4 sous-genres et 7 sections.
Les espèces nommées merisiers ne forment pas un groupe à part entière.

### Clade Amygdalus-Prunus

#### Sous-genreAmygdalus(amandiers et pêchers)
Les amandiers et les pêchers ne sont pas réellement dissociés dans la plupart des classifications. Ils forment le sous-genre Amygdalus (du grec signifiant « amande »). Celui-ci regroupe des espèces fruitières et des espèces ornementales. Il comprend les 42 espèces suivantes :
- Prunus amygdalus Batsch
- Prunus arabica (Olivier) Meikle
- Prunus argentea (Lam.) Rehder
- Prunus brahuica (Boiss.) Aitch. & Hemsl.
- Prunus bucharica (Korsh.) Hand.-Mazz.
- Prunus carduchorum (Bornm.) Meikle
- Prunus cercocarpifolia Villareal
- Prunus davidiana (Carrière) N. E. Br.
- Prunus eburnea (Spach) Aitch.
- Prunus elaeagrifolia (Spach) A. E. Murray
- Prunus eremophila Prigge
- Prunus erioclada Bornm., nom. inval.
- Prunus fenzliana Fritsch
- Prunus ferganensis (Kostov & Rjabov) Kovalev & Kostov
- Prunus graeca (Lindl.) Eisenman
- Prunus haussknechtii C. K. Schneid.
- Prunus havardii (W. Wight) S. C. Mason
- Prunus kansuensis Rehder
- Prunus korshinskyi Hand.-Mazz.
- Prunus kotschyi (Boiss. & Hohen.) Meikle
- Prunus kuramica (Korsh.) Kitam.
- Prunus lycioides (Spach) C. K. Schneid.
- Prunus microphylla (Kunth) Hemsl.
- Prunus minutiflora Engelm. ex A. Gray
- Prunus mira Koehne
- Prunus mongolica Maxim.
- Prunus nairica (Fed. & Takht.) Eisenman
- Prunus pedunculata (Pall.) Maxim.
- Prunus persica (L.) Batsch
- Prunus petunnikowii (Litv.) Rehder
- Prunus scoparia (Spach) C. K. Schneid.
- Prunus spinosissima (Bunge) Franch.
- Prunus tangutica (Batalin) Koehne
- Prunus tenella Batsch
- Prunus texana D. Dietr.
- Prunus trichamygdalus Hand.-Mazz.
- Prunus triloba Lindl.
- Prunus turcomanica (Lincz.) Kitam.
- Prunus webbii (Spach) Vierh.
- Prunus ×balansae (Boiss.) Fritsch
- Prunus ×persicoides (Ser.) M. Vilm. & Bois
- Prunus ×vavilovii (Popov) A. E. Murray

#### Sous-genrePrunus

##### SectionArmeniaca(les abricotiers)
Elle comprend sept espèces :
- Prunus armeniaca L. Abricotier
- Prunus brigantina Vill. Abricotier (ou Prunier) de Briançon
- Prunus mandshurica (Maxim.) Koehne
- Prunus mume (Sieb.) Sieb.& Zucc. Abricotier du Japon
- Prunus sibirica L.  Abricotier de Sibérie
- Prunus ×dasycarpa Ehrh.
- Prunus ×limeixing (J. Y. Zhang & Z. M. Wang) Y. H. Tong & N. H. Xia

##### SectionMicrocerasus

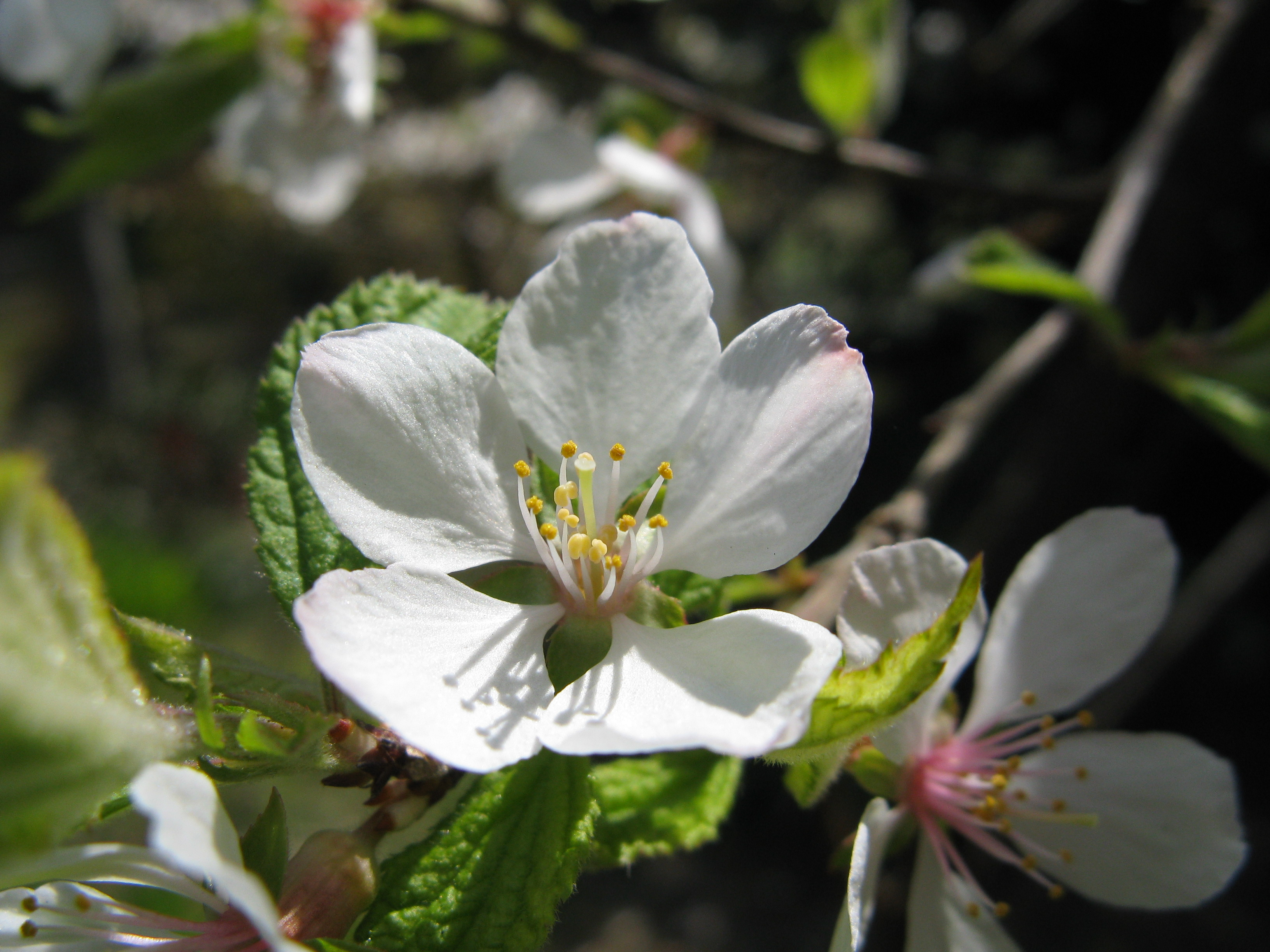
Prunus tomentosa

Elle comprend les espèces suivantes :
- Prunus bifrons Fritsch
- Prunus dictyoneura Diels
- Prunus glandulosa Thunb.
- Prunus humilis Bunge
- Prunus japonica Thunb.
- Prunus microcarpa C. A. Mey.
- Prunus prostrata Labill.
- Prunus tomentosa Thunb.

##### SectionPenarmeniaca
Elle comprend trois espèces :
- Prunus andersonii A.Gray
- Prunus fremontii S.Watson
- Prunus pumila L. Cerisier des sables
  - Prunus pumila L. var. besseyi (L.H.Bailey) Gleason (= Prunus besseyi) (Manitoba au Kansas)
  - Prunus pumila L. var. depressa (Pursh) Bean
  - Prunus pumila L. var. pumila
  - Prunus pumila L. var. susquehanae (hort. ex Willd.) H. Jaeger

##### SectionPrunocerasus

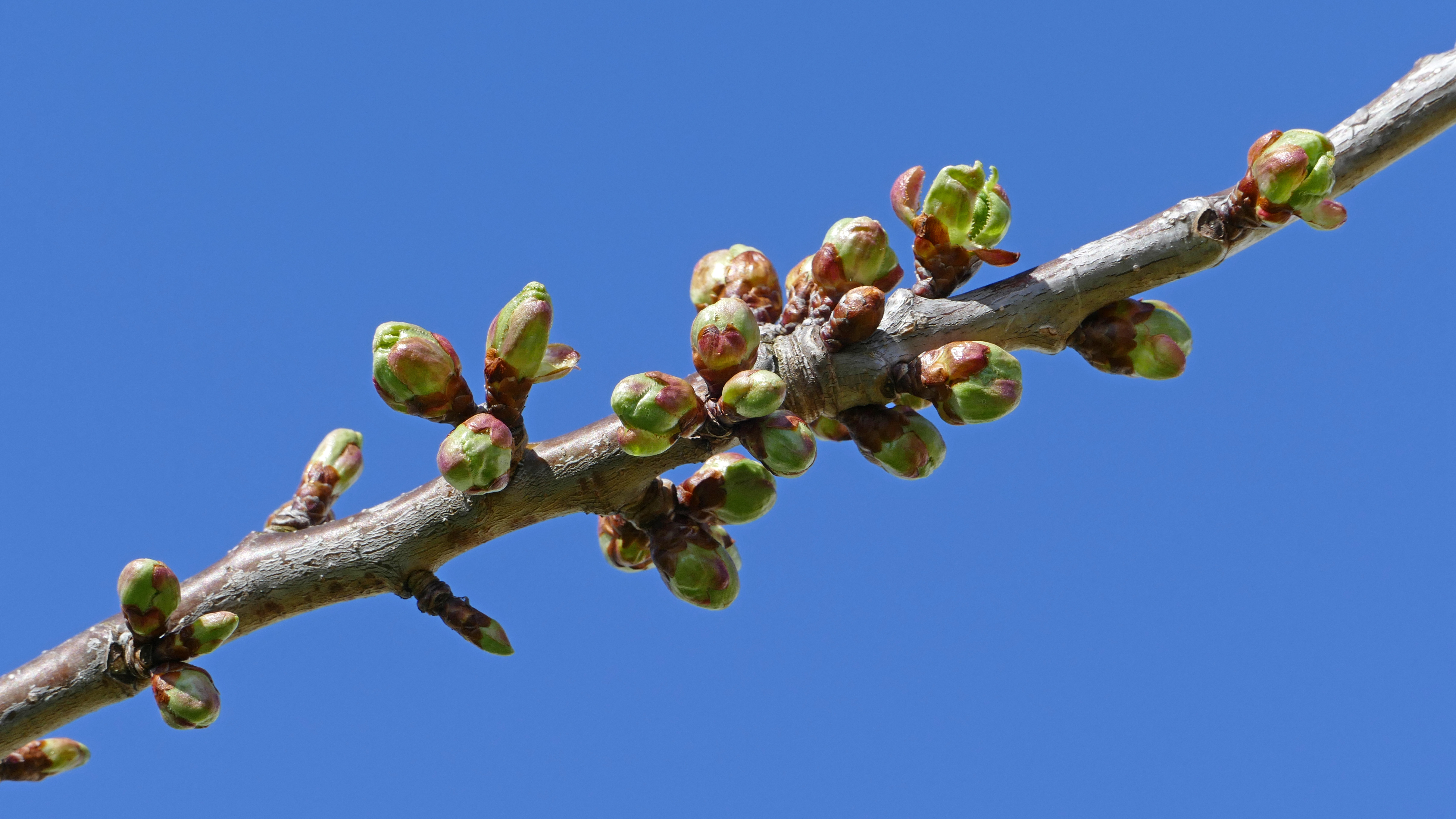
Bourgeons d'un cerisier Prunus sect. Cerasus, en Suède.

Elle comprend les espèces suivantes :
- Prunus americana Marshall
- Prunus angustifolia Marshall
- Prunus geniculata R. M. Harper
- Prunus gracilis Engelm. & A. Gray
- Prunus hortulana L. H. Bailey
- Prunus maritima Marshall
- Prunus mexicana S. Watson
- Prunus murrayana E. J. Palmer
- Prunus nigra Aiton
- Prunus rivularis Scheele
- Prunus subcordata Benth.
- Prunus umbellata Elliott
- Prunus ×orthosepala Koehne

##### SectionPrunus(les pruniers)
Elle comprend les espèces suivantes :
- Prunus bokhariensis Royle ex C. K. Schneid.
- Prunus cerasifera Ehrh.
- Prunus cocomilia Ten.
- Prunus consociiflora C. K. Schneid.
- Prunus domestica L.
- Prunus ramburii Boiss.
- Prunus salicina Lindl.
- Prunus simonii Carrière
- Prunus spinosa L.
- Prunus ursina Kotschy
- Prunus ussuriensis Kovalev & Kostina
- Prunus vachuschtii Bregadze
- Prunus ×fruticans Weihe
- Prunus ×rossica Eremin
- Prunus ×simmleri Palez.

### Clade Cerasus-Laurocerasus-Padus

#### Sous-genreCerasus

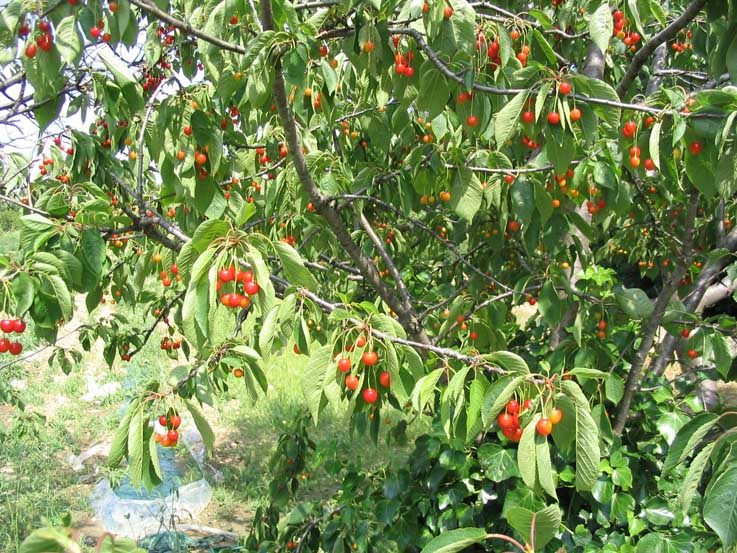
Prunus cerasus (griottier)

##### SectionCerasus(les cerisiers)
La classification de GRIN comporte 50 espèces de cerisiers :
- Prunus alaica (Pojark.) Gilli
- Prunus apetala (Siebold & Zucc.) Franch. & Sav.
- Prunus avium (L.) L.
- Prunus campanulata Maxim.
- Prunus canescens Bois
- Prunus cerasoides D. Don
- Prunus cerasus L.
- Prunus clarofolia C. K. Schneid.
- Prunus concinna Koehne
- Prunus conradinae Koehne
- Prunus cyclamina Koehne
- Prunus dielsiana C. K. Schneid.
- Prunus emarginata (Douglas) Eaton
- Prunus fruticosa Pall.
- Prunus glandulifolia Rupr. & Maxim.
- Prunus himalaica Kitam.
- Prunus incisa Thunb.
- Prunus itosakura Siebold
- Prunus jamasakura Siebold ex Koidz.
- Prunus leveilleana Koehne
- Prunus maackii Rupr.
- Prunus mahaleb L.
- Prunus maximowiczii Rupr.
- Prunus meyeri Rehder
- Prunus nipponica Matsum.
- Prunus pleiocerasus Koehne
- Prunus pojarkovii A. E. Murray
- Prunus pseudocerasus Lindl.
- Prunus sargentii Rehder
- Prunus serrula Franch.
- Prunus serrulata Lindl.
- Prunus setulosa Batalin
- Prunus speciosa (Koidz.) Nakai
- Prunus stipulacea Maxim.
- Prunus takasagomontana Sasaki
- Prunus takesimensis Nakai
- Prunus tatsienensis Batalin
- Prunus trichostoma Koehne
- Prunus ×dawyckensis Sealy
- Prunus ×eminens Beck
- Prunus ×fontanesiana (Spach) C. K. Schneid.
- Prunus ×furuseana Ohwi
- Prunus ×gondouinii (Poit. & Turpin) Rehder
- Prunus ×incam Ingram ex R. T. Olsen & Whittem.
- Prunus ×juddii E. S. Anderson
- Prunus ×schmittii Rehder
- Prunus ×sieboldii (Carrière) Wittm.
- Prunus ×subhirtella Miq.
- Prunus ×tschonoskii Koehne
- Prunus ×yedoensis Matsum.

##### SectionLaurocerasus(les lauriers-cerises)
Elle comprend les vingt-sept espèces suivantes :
- Prunus brachypoda Batalin
- Prunus bracteopadus Koehne
- Prunus buergeriana Miq.
- Prunus caroliniana (Mill.) Aiton
- Prunus ceylanica (Wight) Miq.
- Prunus cornuta (Wall. ex Royle) Steud.
- Prunus grayana Maxim.
- Prunus grisea (Blume ex Müll. Berol.) Kalkman
- Prunus guanaiensis Rusby
- Prunus ilicifolia (Nutt. ex Hook. & Arn.) D. Dietr.
- Prunus incana (Pall.) Batsch
- Prunus laurocerasus L.
- Prunus lusitanica L.
- Prunus myrtifolia (L.) Urb.
- Prunus napaulensis (Ser.) Steud.
- Prunus obtusata Koehne
- Prunus padus L.
- Prunus phaeosticta (Hance) Maxim.
- Prunus pygeoides Koehne
- Prunus serotina Ehrh.
- Prunus spinulosa Siebold & Zucc.
- Prunus ssiori F. Schmidt
- Prunus turneriana (F. M. Bailey) Kalkman
- Prunus undulata Buch.-Ham. ex D. Don
- Prunus virginiana L.
- Prunus wilsonii (Diels ex C. K. Schneid.) Koehne
- Prunus zippeliana Miq.

#### Sous-genreEmplectocladus
- Prunus fasciculata (Californie, Arizona)

#### Espèces dont le sous-genre est discuté
- Prunus alabamensis C.Mohr
- Prunus occidentalis Sw.
- Prunus pleuradenia Griseb.

## Toxicité
Les graines contiennent de l'amygdaline et des glycosides cyanogènes. Il peut se passer plusieurs heures avant que le poison fasse son effet, car les glycosides cyanogènes doivent être hydrolysés avant que l'ion cyanure soit libéré.

## Interaction écologique
Les Prunus sont souvent attaqué par le nodule noir (Dibotryon morbosum).